# 劉將閭
劉將閭（？—前154年），汉朝宗室，西汉齐孝王，在位十年。

## 生平
其父齐悼惠王刘肥是汉高帝刘邦的长子，开始刘将闾被封为杨虚侯。前165年，其侄齐文王刘则死后，无后。前164年，汉文帝命刘将闾袭位。
前154年，七国之乱爆发，他的兄弟膠西王劉卬、膠東王劉雄渠、菑川王劉賢、濟南王劉辟光都参与叛乱，围攻刘将闾的国都临淄。刘将闾雖然堅守，但曾有所动摇，与叛乱的兄弟们通使交流。然而后来听说朝廷太尉周亚夫已平定吴楚，所以一直没有参加叛乱并依旧守城。事后，他害怕朝廷追究自己與叛王們連繫的罪過，自鴆而卒。
尽管如此，汉景帝仍然赞赏齐王坚守的功劳，谥号孝，并命他的儿子刘寿嗣位。

## 子嗣
- 齊懿王刘寿
- 博陽頃侯劉就
- 被陽敬侯劉燕（－前113年）
- 定敷侯劉越（－前114年）
- 稻夷侯劉定
- 山原侯劉國（－前99年）
- 繁安夷侯劉忠（－前108年）
- 柳康侯劉陽已
- 雲夷侯劉信（－前112年）
- 牟平共侯劉渫（東漢劉寵一族[2]）
- 柴原侯劉代（－前92年）
- 高樂康侯

### 牟平侯國
元朔四年（前125年）四月乙卯日，汉武帝封齐孝王之子刘渫为牟平侯，刘渫为侯五年，于前120年去世，谥为共。刘渫的儿子刘奴嗣位。
刘渫的后裔包括东汉三国时期的刘丕、刘宠、刘方、刘韪、刘岱、刘繇、刘基、刘铄、刘尚等人。
| 西漢牟平侯國（前125年－9年） |      |            |        |          |                  |
| 傳位                         | 世   | 稱號及諡號 | 姓名   | 在位年數 | 在位時間         |
| 第1任                        | 始封 | 牟平共侯   | 劉渫   | 5年      | 前125年－前120年 |
| 第2任                        | 二世 | 牟平節侯   | 劉奴   | 25年     | 前120年－前95年  |
| 第3任                        | 三世 | 牟平敬侯   | 劉更生 | 29年     | 前95年－前66年   |
| 第4任                        | 四世 | 牟平康侯   | 劉建   | 1年      | 前66年－前65年   |
| 第5任                        | 五世 | 牟平孝侯   | 劉齕   | ？       | 前65年－？       |
| 第6任                        | 六世 | 牟平釐侯   | 劉威   | ？       | ？               |
| 第7任                        | 七世 | 牟平侯     | 劉隆   | ？       | ？－9年          |
| 王莽篡位，國除               |      |            |        |          |                  |

| 前任： 姪文王刘则 | 西汉齐王 前164年－前154年 | 繼任： 子懿王刘寿 |